# Гёльчтальбрюкке

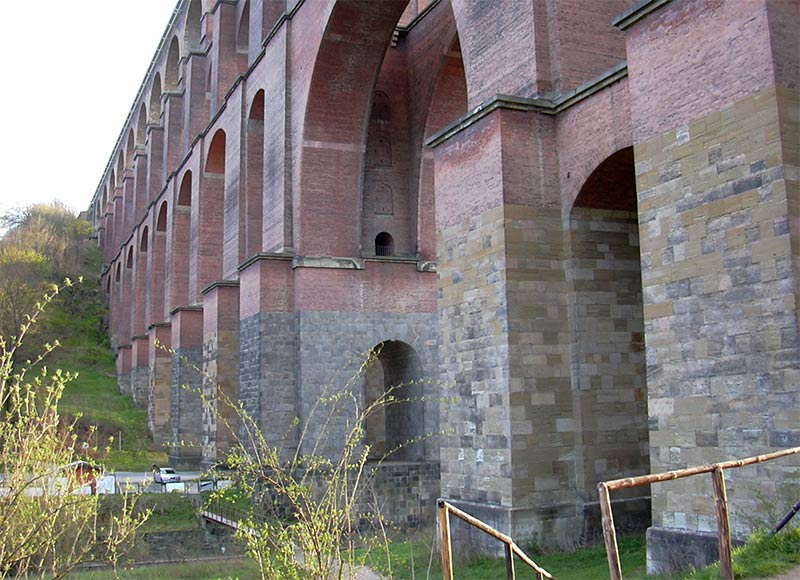
Мост вблизи

Гёльцштальбрюкке (Гёльцштальский мост, нем. Göltzschtalbrücke) — самый большой в мире кирпичный виадук. Этот железнодорожный мост был построен между 1846 и 1851 гг., при его строительстве было использовано более 26 миллионов кирпичей.
Высота моста 78 метров, длина — 574 метра, ширина у основания — 23 метра. Мост четырёхэтажный, имеет 29 пролётов.
В настоящее время мост является частью скоростной магистрали Дрезден-Нюрнберг.
Мост проходит по долине реки Гёльч между городами Милау и Нечкау, в 4 км западнее города Райхенбах-им-Фогтланд (Саксония), недалеко от границы между федеральными землями Тюрингия и Саксония у города Грайца.

## История
Гёльцштальбрюкке был построен в 1846—1851 годах в рамках строительства Саксоно-Баварской железной дороги у города Милау одновременно с похожим архитектурным сооружением, мостом Эльстертальбрюкке между городами Йосниц и Йокета.
При строительстве этой магистрали, которая ведет из Лейпцига через Плауэн и Хоф в Нюрнберг, необходимо было преодолеть одно из самых больших препятствий — долину реки Гёльч. Так как у Саксоно-Баварской железнодорожной компании было не так много средств, то она попыталась 27 января 1845 года с помощью конкурса с призовым фондом в 1000 талеров, объявленного во всех немецких газетах, найти выгодное архитектурное решение для строительства моста. На конкурс поступило 81 предложение, но никто из соискателей не смог на основе статических подсчетов доказать способность оценить нагрузку запланированного железнодорожного сообщения. Поэтому деньги были разделены между четырьмя лучшими предложениями, из которых ни одно не было реализовано.
Председатель комиссии, профессор Иоганн Андреас Шуберт на основе собственного опыта статических расчетов создал проект возможного решения, использовав в нём отдельные предложения из конкурсных проектов. Таким образом, этот мост стал первым в мире рассчитанным по статическим данным мостом. В качестве основного материала строительства архитектором был выбран кирпич, весьма необычный материал для тех времен. В этой местности имелись большие месторождения глины, и таким образом, кирпич был дешёвым и удобным для доставки. Только в нескольких, вызывающих наибольшее сомнение местах, Шуберт планировал использовать гранит.
Мост был заложен 31 мая 1846 года. После начала строительства проект ещё раз подвергся изменениям из-за возникших технических трудностей. Кроме того, почва на месте строительства в долине оказалась не такой твёрдой, как предполагалось, из-за чего первоначально запланированные симметричные арки были заменены в центре на одну гораздо более крупную арку по проекту главного инженера Роберта Вильке. Это ещё больше украсило мост, превратив его в импозантное архитектурное сооружение.
На строительстве ежедневно использовались 50 000 кирпичей необычного размера: 28х14х6,5 см, вдоль линии строительства работали около 20 кирпичных заводиков. Всего на строительстве было занято 1736 рабочих, из них 31 человек погиб во время проведения работ. После завершения строительства и открытия моста 15 июля 1851 года Гёльчтальбрюкке стал самым высоким железнодорожным мостом в мире, а самым большим кирпичным мостом он остаётся и в наши дни.
Гёльцштальбрюкке — это одновременно и название головной железнодорожной станции в долине реки Гёльч, протекающей под мостом. Оттуда расходятся железнодорожные пути на Райхенбах Оберер Банхоф и на Легенфельд (Фогтланд).
В настоящее время мост является частью так называемой Саксоно-Франконской магистрали, которая в 1997—2000 годах прошла реконструкцию и позволяет поездам преодолевать извилистые участки со скоростью до 160 км/час.
Вдоль моста проходят живописные дороги, с которых открывается впечатляющая панорама моста, достижения инженерно-технической мысли. Недалеко от моста находился привязной аэростат, с которого можно было наблюдать простирающуюся внизу долину с высоты 150 метров, а также находящийся поблизости замок Нечкау и крепость Милау. К сожалению, с середины августа 2007 года этот аттракцион не работает из-за высокой стоимости ремонтных работ.
Мост известен и окружен легендами также и потому, что за свою 150-летнюю историю с него неоднократно прыгали и заканчивали жизнь самоубийством. В августе 2001 года с него спрыгнули сразу трое подростков из близлежащего Райхенбаха. Появившийся в 2002 году документальный фильм «Игры дьявола» описывает жизнь друзей погибших подростков и их попытки осмыслить случившееся. После 8 суицидов в течение восьми месяцев 2002 года мост усиленно охраняется отрядом Федеральной полиции.
с 2006 по 2008 год на мосту проходили очередные ремонтные работы. «Deutsche Bahn» инвестировал в них 2,2 миллиона евро. В 2009 году виадук стал вторым сооружением, внесённым в список исторических памятников инженерно-архитектурного искусства Германии.

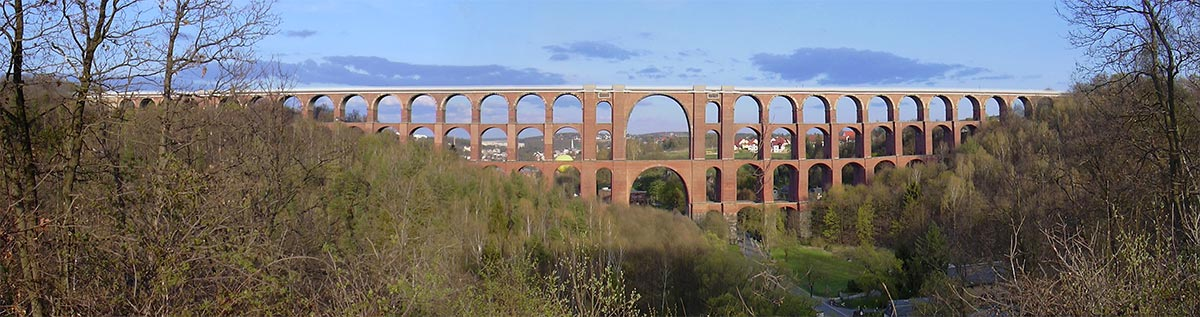
Панорамный снимок Гёльцштальбрюкке с северо-западной стороны, расстояние приблизительно 500 метров